# Aspmolnmott
Aspmolnmott (Sciota hostilis) är en fjärilsart som först beskrevs av Stephens 1834.  Aspmolnmott ingår i släktet Sciota, och familjen mott. Arten är reproducerande i Sverige.